# Eleanor Hallowell Abbott
Eleanor Hallowell Abbott (Cambridge, Massachusetts, 22 de septiembre de 1872-Portsmouth (Nuevo Hampshire), 4 de junio de 1958) fue una reconocida escritora estadounidense. Contribuyó con frecuencia en el Ladies' Home Journal.

## Primeros años
Eleanor Hallowell Abbott nació el 22 de septiembre de 1872 en Cambridge, Massachusetts. Era hija del clérigo Edward Abbott, quien editaba la publicación Literary World, y nieta del notable escritor de textos infantiles Jacob Abbott. Por influencia de su padre y su abuelo, Eleanor creció rodeada de literatura y religión, lo cual le ayudó a conocer a literatos destacados como Henry Wadsworth Longfellow y Robert Lowell.
Tras asistir a escuelas privadas en Cambridge, empezó a estudiar en Radcliffe College. Una vez completó sus estudios, trabajó como secretaria y maestra en Lowell State Normal School. Allí empezó a escribir poesías e historias cortas, con poco éxito al comienzo. Fue sólo después de que la revista Harper's aceptara dos de sus poemas que la escritora vio que su trabajo era prometedor. Más adelante ganaría tres premios a sus historias cortas, ofrecidos por Collier's y The Delineator.

## Vida posterior y carrera literaria
En 1908, Abbott se casó con el médico Fordyce Coburn y se trasladó con él a Wilton (Nuevo Hampshire). Coburn era asesor médico de la Lowell High School, y en ocasiones ayudaba a su esposa con su escritura. Luego del traslado, varias revistas de alta circulación aceptaron sus trabajos para ser publicados. Dos de sus poemas fueron aceptados por Harper's Magazine en 1909. Llegaría a publicar 75 historias cortas y 14 novelas románticas. Being Little in Cambridge When Everyone Else Was Big (trad. lit. "Ser pequeña en Cambridge cuando todos los demás eran grandes") es una autobiografía escrita por Abbott acerca de su niñez en Cambridge.
Abbott no tuvo hijos. Falleció en 1958 en Portsmouth (Nuevo Hampshire).
La biblioteca de la Universidad de Nuevo Hampshire mantiene una serie de textos originales de las historias cortas de Abbott en sus Milne Special Collections.

## Trabajos seleccionados
- Molly Make-Believe, 1910

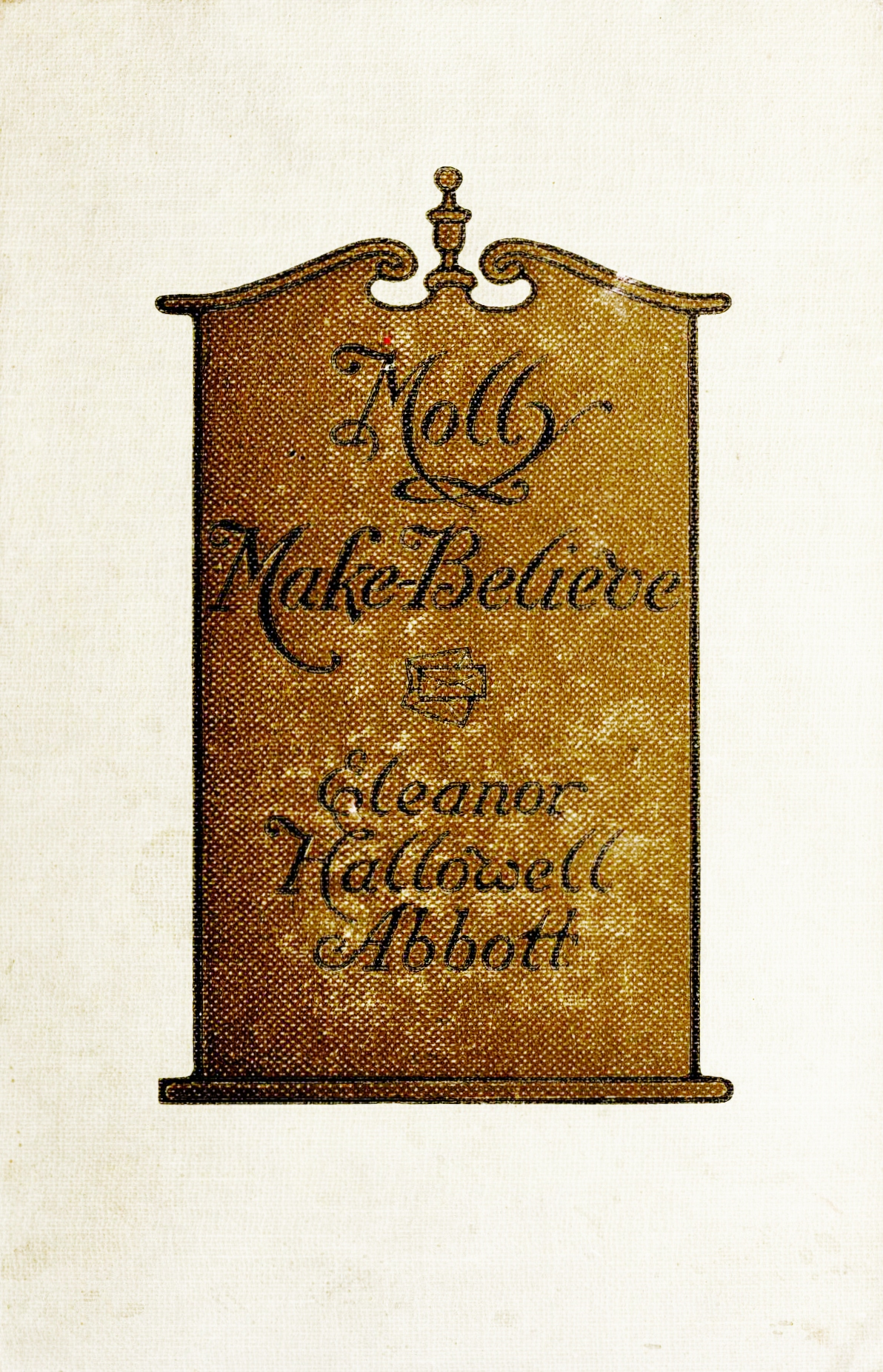
Primera edición de Molly Make-Believe, 1910

- The Sick-a-Bed Lady (and other tales), 1911
- The White Linen Nurse, 1913
- Little Eve Edgarton, 1914
- The Indiscreet Letter, 1915
- The Ne'er Do Much, 1918
- Love and Mrs. Kendrue, 1919
- Peace on Earth, Good-will to Dogs, 1920
- Silver Moon, 1923
- But Once A Year: Christmas Stories, 1928
- Being Little in Cambridge when Everyone Else was Big, 1936